# Le Iene presentano: Vite spericolate
Le Iene presentano: Vite spericolate è stato un programma televisivo italiano e spin-off de Le Iene di genere talk show, rotocalco e investigativo, andato in onda in seconda serata su Italia 1 dal 13 giugno al 17 luglio 2024 con la conduzione di Nicolò De Devitiis.

## Il programma
Il programma, nato come spin-off del programma Le Iene, dedicato al mondo della musica e incentrato su interviste ad artisti della scena musicale italiana realizzate dall'inviato del format originale Nicolò De Devitiis.

## Edizioni
| Edizione | Anno | Conduzione         | Periodo        | Periodo        | Puntate |
| Edizione | Anno | Conduzione         | Inizio         | Fine           | Puntate |
| -------- | ---- | ------------------ | -------------- | -------------- | ------- |
| 1ª       | 2024 | Nicolò De Devitiis | 13 giugno 2024 | 17 luglio 2024 | 6       |

## Puntate e ascolti

### Prima edizione (2024)
La prima edizione de Le Iene presentano: Vite spericolate è andata in onda in seconda serata su Italia 1 dal 13 giugno al 17 luglio 2024 per sei puntate con la conduzione di Nicolò De Devitiis.
| Puntata | Messa in onda  | Protagonisti  | Protagonisti     | Ascolti        | Ascolti | Ascolti |
| Puntata | Messa in onda  | Protagonisti  | Protagonisti     | Telespettatori | Share   | Fonte   |
| ------- | -------------- | ------------- | ---------------- | -------------- | ------- | ------- |
| 1       | 13 giugno 2024 | Geolier       | Geolier          | 486 000        | 6,70%   | [ 3 ]   |
| 2       | 19 giugno 2024 | Emma          | Negramaro        | 495 000        | 8,17%   | [ 4 ]   |
| 3       | 26 giugno 2024 | Rose Villain  | The Kolors       | 259 000        | 4,70%   | [ 5 ]   |
| 4       | 3 luglio 2024  | Achille Lauro | Tony Effe        | 379 000        | 6,51%   | [ 6 ]   |
| 5       | 10 luglio 2024 | Baby Gang     | Simba La Rue     | 257 000        | 4,36%   | [ 7 ]   |
| 6       | 17 luglio 2024 | Capo Plaza    | Massimo Pericolo | 237 000        | 3,60%   | [ 8 ]   |
| Media   | Media          | Media         | Media            | 352 000        | 5,67%   |         |

## Audience
| Edizione | Rete televisiva | Anno | Stagione         | Programmazione | Programmazione | Programmazione | Programmazione | Programmazione | Programmazione | Programmazione | Collocazione   | Media auditel  | Media auditel | Premiere       | Premiere | Finale         | Finale |
| Edizione | Rete televisiva | Anno | Stagione         | L              | M              | M              | G              | V              | S              | D              | Collocazione   | Telespettatori | Share         | Telespettatori | Share    | Telespettatori | Share  |
| -------- | --------------- | ---- | ---------------- | -------------- | -------------- | -------------- | -------------- | -------------- | -------------- | -------------- | -------------- | -------------- | ------------- | -------------- | -------- | -------------- | ------ |
| 1ª       | Italia 1        | 2024 | primavera-estate |                |                |                |                |                |                |                | Seconda serata | 352 000        | 5,67%         | 486 000        | 6,70%    | 237 000        | 3,60%  |